# Hartmut Zapp
Hartmut Zapp (* 24. April 1939 in Säckingen; † 7. Juli 2021 in Staufen) war ein deutscher Kanonist und Rechtshistoriker.

## Leben
Hartmut Zapp hat Katholische Theologie in Freiburg im Breisgau und München studiert und war Schüler von Bernhard Panzram. Er wurde 1968 in Freiburg zum Dr. theol. mit einer Arbeit über „Die Geisteskrankheit in der Ehekonsenslehre von Thomas Sanchez“ promoviert. 1975 habilitierte er sich mit einer Arbeit zum Thema „Das Prinzip der salus animarum im kanonischen Recht unter besonderer Berücksichtigung des nicht rechtskraftfähigen Urteils“. Das kanonische Eherecht blieb eines seiner Hauptarbeitsgebiete.
1983 wurde ihm der Titel eines außerplanmäßigen Professors verliehen. Bis zum Ruhestand des Lehrstuhlinhabers für Kirchenrecht und Kirchliche Rechtsgeschichte Carl Gerold Fürst an der Theologischen Fakultät der Albert-Ludwigs-Universität Freiburg 1998 hat Zapp die Stelle eines Wissenschaftlichen Mitarbeiters dieses Lehrstuhls verwaltet. Von 1998 bis zu seiner Pensionierung 2004 vertrat Zapp denselben Lehrstuhl. Sein Nachfolger ist Georg Bier.

## Kritik an der Verwaltungspraxis von Kirchensteuererhebung und Kirchenaustritt in Deutschland
Offensichtlich um eigene Rechtsauffassungen überprüfen zu lassen, in denen er mehrfach Kritik an Rechtspositionen der Deutschen Bischofskonferenz bezüglich des Kirchenaustritts geübt hatte, trat er als Ruhestandsbeamter 2007 durch entsprechende Erklärung gegenüber der Staatsbehörde aus der Kirche aus, während er gleichzeitig der Kirchenbehörde gegenüber erklärte, Kirchenmitglied bleiben zu wollen. Er erklärte, statt Kirchensteuern künftig einen freiwilligen Kirchenbeitrag zahlen zu wollen, der unterhalb des Kirchensteuerhebesatzes liegt. Damit folge er einem Vorschlag Papst Benedikt XVI., der vormals empfohlen habe, das deutsche Kirchensteuersystem dem italienischen Modell anzugleichen, das einen viel niedrigeren Hebesatz habe und an der Freiwilligkeit festhalte. Inzwischen wurde von Seiten des Erzbistums Freiburg erklärt, der Kirchenaustritt Zapps sei ungültig und er somit Mitglied der katholischen Kirche. Er habe entgegen § 26 Abs. 1 Satz 2 Kirchensteuergesetz Baden-Württemberg einen Zusatz in seiner Erklärung vor dem Standesamt angebracht, der den Rechtsakt verungültige. Dies wies Zapp zurück. Er habe den rechtswirksamen Austrittsbescheid von der staatlichen Behörde erhalten. Deshalb unterliege er nicht mehr der Kirchensteuerpflicht. Auf der anderen Seite sei er immer noch Glied der römisch-katholischen Kirche mit allen Rechten und Pflichten. Zapp plädierte für eine „Neuordnung der Kooperation von Staat und Kirchen, Religionsgesellschaften sowie Weltanschauungsgemeinschaften in einem zeitgemäßen Religionsverfassungsrecht“.
Das Erzbistum Freiburg klagte gegen die Gemeinde Staufen im Breisgau, die den Austritt aufgrund des Zusatzes für ungültig erklären sollte. Das Verwaltungsgericht Freiburg entschied im Juli 2009 zugunsten der Gemeinde Staufen. Mit der Angabe, aus der Körperschaft des öffentlichen Rechts austreten zu wollen, habe Zapp nur die Voraussetzungen des Austrittsrechts erwähnt. Demnach sei der Kirchenaustritt aus staatlicher Perspektive erfolgt; welche Rechtsfolgen das Kirchenrecht hieran knüpfe, sei eine andere und nicht entscheidungserhebliche Frage.
Auf die Berufung der Erzdiözese Freiburg hob 2010 der Verwaltungsgerichtshof Baden-Württemberg die erstinstanzliche Entscheidung auf. Eine Austrittserklärung müsse vorbehaltlos erfolgen. Das staatliche Recht dürfe einem Austrittswilligen ohne Verstoß gegen das kirchliche Selbstbestimmungsrecht nicht erlauben, durch modifizierte Erklärungen innerkirchliche Rechtsfolgen zu umgehen. Eine Revision wurde nicht zugelassen.
Zapp reichte gegen diese Entscheidung im September 2010 beim Bundesverwaltungsgericht in Leipzig eine Nichtzulassungsbeschwerde ein. Dieser Beschwerde gab das Bundesverwaltungsgericht am 11. April 2011 wegen der „grundsätzlichen Bedeutung der Sache“ statt. Die Revision hatte insofern Erfolg, dass das Anliegen der Erzdiözese Freiburg, die Nichtigkeit der Erklärung Zapps vor dem Standesamt in Staufen, die er mit dem Zusatz „r.K. Kirche, Körperschaft des öffentlichen Rechts“ versah, zu verlangen – und dem der Verwaltungsgerichtshof Mannheim stattgegeben hatte, vom Bundesverwaltungsgericht aufgehoben wurde. Der strittige Zusatz sei „ein zwar nicht notwendiger, aber auch nicht schädlicher Teil der Bezeichnung für die Religionsgemeinschaft“. Weiter lehnte das Gericht die Auffassung des Verwaltungsgerichtshofs ab, dass auch „weitere äußere, sie begleitende Umstände“ nicht zur Bewertung herangezogen werden dürfen. Die Ausführung des 6. Senats des Bundesverwaltungsgerichts am 26. September 2012 „Wer aufgrund staatlicher Vorschriften aus einer Religionsgemeinschaft mit dem Status einer Körperschaft des öffentlichen Rechts austreten will, kann seine Erklärung nicht auf die Körperschaft des öffentlichen Rechts unter Verbleib in der Religionsgemeinschaft als Glaubensgemeinschaft beschränken“ führte zu zahlreichen Fehlinformationen in der deutschen Presselandschaft.

## Sonstiges
Matthias Matussek (Der Spiegel) kritisierte das Agieren der katholischen Kirche – im Fall Hartmut Zapp und in Sachen Kirchensteuer – im September 2012 scharf.

## Veröffentlichungen (Auswahl)

### Monographien
- Die Geisteskrankheit in der Ehekonsenslehre Thomas Sanchez' (= Forschungen zur kirchlichen Rechtsgeschichte und zum Kirchenrecht. Bd. 11). Böhlau, Köln u. a. 1971, ISBN 3-412-15671-X (Zugleich: Freiburg (Breisgau), Universität, Dissertation, vom 12. Februar 1968).
- Das Prinzip der salus animarum im kanonischen Recht unter besonderer Berücksichtigung des nicht rechtskraftfähigen Urteils. Freiburg (Breisgau) 1975, (Freiburg (Breisgau), Universität, Habilitations-Schrift, 1975).
- Kanonisches Eherecht (= Rombach-Hochschul-Paperback. 110). 6., völlig neubearbeitete Auflage. Rombach, Freiburg (Breisgau) 1983, ISBN 3-7930-9032-9.
- Codex Iuris Canonici. Lemmata. Stichwortverzeichnis. Rombach, Freiburg (Breisgau) 1986, ISBN 3-7930-9040-X.
- mit Christine von Wijnbergen: Verzeichnis kanonistischer Handschriften in den Niederlanden (= Forschungen zur Kirchenrechtswissenschaft. Bd. 3). Echter, Würzburg 1988, ISBN 3-429-01140-X.
- als Herausgeber mit Andreas Weiss und Stefan Korta: Ius Canonicum in Oriente et Occidente. Festschrift für Carl Gerold Fürst zum 70. Geburtstag (= Adnotationes in ius canonicum. Bd. 25). Lang, Frankfurt am Main u. a. 2003, ISBN 3-631-39480-2.

### Aufsätze (Auswahl)
- Incapacitas im Sinn von Erfüllungsunvermögen des Ehevertrags – ein neuer Ehenichtigkeitsgrund? In: Archiv für katholisches Kirchenrecht. Bd. 141, 1972, S. 449–482.
- Der Irrtum im kanonischen Eherecht. Zum Entwurf der Kodexkommission. In: Österreichisches Archiv für Kirchenrecht. Bd. 24, Nr. 2/3, 1973, ISSN 0029-9820, S. 219–237.
- Paleae-Listen des 14. und 15. Jahrhunderts. In: Zeitschrift der Savigny-Stiftung für Rechtsgeschichte. Kanonistische Abteilung. Bd. 59, 1973, S. 83–111.
- Zur kanonischen Strafrechtsreform. In: Österreichisches Archiv für Kirchenrecht. Bd. 27, Nr. 1, 1976, S. 36–59.
- Bischofswahl nach einem Konstanzer Formelbuch von 1478. In: Freiburger Diözesan-Archiv. Bd. 100 = Folge 3, Bd. 32, 1980, ISSN 0342-0213, S. 225–234, (online).
- Die Vorbereitung der Eheschließung. In: Joseph Listl, Hubert Müller, Heribert Schmitz (Hrsg.): Handbuch des katholischen Kirchenrechts. Pustet, Regensburg 1983, ISBN 3-7917-0860-0, S. 746–754.
- Die rechtliche Ehefähigkeit und die Ehehindernisse. In: Joseph Listl, Hubert Müller, Heribert Schmitz (Hrsg.): Handbuch des katholischen Kirchenrechts. Pustet, Regensburg 1983, ISBN 3-7917-0860-0, S. 755–765.
- Zivilehe Formpflichtiger – eine „Nichtehe“? In: Norbert Höhl (Hrsg.): Ius et Historia. Festgabe für Rudolf Weigand zu seinem 60. Geburtstag von seinen Schülern, Mitarbeitern und Freunden (= Forschungen zur Kirchenrechtswissenschaft. Bd. 6). Echter, Würzburg 1989, ISBN 3-429-01218-X, S. 442–453.
- mit Robert Somerville: An „Eighth Book“ of the Collection in Seven Books. In: Richard H. Helmholz, Paul Mikat, Jörg Müller, Michael Stolleis (Hrsg.): Grundlagen des Rechts. Festschrift für Peter Landau zum 65. Geburtstag (= Rechts- und Staatswissenschaftliche Veröffentlichungen der Görres-Gesellschaft. NF Bd. 91). Schöningh, Paderborn u. a. 2000, ISBN 3-506-73392-3, S. 163–177.
- Necrologium Friburgense: Panzram Bernhard, Professor Dr. iur. utr. Dr. theol. In: Freiburger Diözesan-Archiv. Bd. 122 = Folge 3, Bd. 54, 2002, S. 186–191, (online).
- Zum „Familienrecht“ des Codex Iuris Canonici. In: Nils Goldschmidt, Gerhard Beestermöller, Gerhard Steger (Hrsg.): Die Zukunft der Familie und deren Gefährdungen. Norbert Glatzel zum 65. Geburtstag (= Schriften des Instituts für Christliche Sozialwissenschaften der Westfälischen Wilhelms-Universität Münster. Bd. 44). Lit, Münster u. a. 2002, ISBN 3-8258-5494-9, S. 165–188.
- Zur „Realdistinktion“ von Ehevertrag und Sakrament. In: Andreas Weiß, Stefan Ihli (Hrsg.): Flexibilitas Iuris Canonici. Festschrift für Richard Puza zum 60. Geburtstag (= Adnotationes in ius canonicum. Bd. 28). Lang, Frankfurt am Main u. a. 2003, ISBN 3-631-39315-6, S. 341–368.
- Interrituelle Aspekte der kanonischen Eheschließungsform. In: Hartmut Zapp, Andreas Weiss, Stefan Korta (Hrsg.): Ius Canonicum in Oriente et Occidente. Festschrift für Carl Gerold Fürst zum 70. Geburtstag (= Adnotationes in ius canonicum. Bd. 25). Lang, Frankfurt am Main u. a. 2003, ISBN 3-631-39480-2, S. 799–814.
- „Kirchenaustritt“ zur Vermeidung von Kirchensteuern – nun ohne kirchenrechtliche Konsequenzen. In: Anna Egler, Wilhelm Rees (Hrsg.): Dienst an Glaube und Recht. Festschrift für Georg May zum 80. Geburtstag (= Kanonistische Studien und Texte. Bd. 52). Duncker & Humblot, Berlin 2006, ISBN 978-3-428-12329-2, S. 673–707.
- „Kirchenaustritt“ aus steuerlichen Gründen – nun straffrei. In: https://www.nomokanon.de/aufsaetze/008.htm, Rdnr. 1–47 (September 2006).
- Körperschaftsaustritt wegen Kirchensteuern – kein „Kirchenaustritt“. In: Kirche und Recht. 2, 2007, S. 66–90.